# Équipe du Japon de rugby à XV à la Coupe du monde 2015
L'équipe du Japon de rugby à XV participe à la Coupe du monde en 2015, pour la neuvième fois en autant d'éditions.

## Préparation de l'évènement

### Matchs de préparation
En plus de ses trois matchs de Pacific Nations Cup, l'équipe du Japon effectue également quatre matchs contre différentes sélections, tous remportés, à l'exception du premier match, contre un XV mondial, sélection comportant de nombreux joueurs parmi les meilleurs au niveau mondial, comme Carl Hayman, Bakkies Botha, Liam Gill, Ali Williams, Luke Burgess ou Christian Lealiifano.
| No | Date             | Lieu                                      | Match              | Score   | Compétition  |
| -- | ---------------- | ----------------------------------------- | ------------------ | ------- | ------------ |
| 1  | 15 août 2015     | Chichibunomiya Rugby Stadium, Tokyo Japon | Japon – XV Mondial | 20 – 45 | Match amical |
| 2  | 22 août 2015     | Level5 Stadium, Fukuoka Japon             | Japon – Uruguay    | 30 – 8  | Test match   |
| 3  | 29 août 2015     | Chichibunomiya Rugby Stadium, Tokyo Japon | Japon – Uruguay    | 40 – 0  | Test match   |
| 4  | 5 septembre 2015 | Kingsholm Stadium, Gloucester Angleterre  | Géorgie – Japon    | 10 – 13 | Test match   |

## Joueurs sélectionnés

### Liste définitive

#### Les Avants
| Nom                | Poste           | Naissance        | Sélections (points marqués) | Club                                      | Année 1ère Sélection |
| Kensuke Hatakeyama | Pilier          | 2 août 1985      | 70 (50)                     | Suntory Sungoliath                        | 2008                 |
| Keita Inagaki      | Pilier          | 2 juin 1990      | 8 (0)                       | Melbourne Rebels / Panasonic Wild Knights | 2014                 |
| Hiroshi Yamashita  | Pilier          | 1er janvier 1986 | 47 (0)                      | Kobelco Steelers                          | 2009                 |
| Masataka Mikami    | Pilier          | 31 octobre 1985  | 31 (5)                      | Toshiba Brave Lupus                       | 2013                 |
| Shota Horie        | Talonneur       | 21 janvier 1986  | 40 (35)                     | Melbourne Rebels / Toshiba Brave Lupus    | 2009                 |
| Hiroki Yuhara (en) | Talonneur       | 21 janvier 1984  | 22 (15)                     | Toshiba Brave Lupus                       | 2010                 |
| Takeshi Kizu       | Talonneur       | 15 juillet 1988  | 39 (60)                     | Kobelco Steelers                          | 2009                 |
| Hitoshi Ono        | deuxième ligne  | 6 mai 1978       | 95 (65)                     | Toshiba Brave Lupus                       | 2004                 |
| Shoji Ito (en)     | deuxième ligne  | 2 décembre 1980  | 35 (5)                      | Kobelco Steelers                          | 2012                 |
| Shinya Makabe      | deuxième ligne  | 26 mars 1987     | 33 (20)                     | Suntory Sungoliath                        | 2009                 |
| Luke Thompson      | deuxième ligne  | 16 avril 1981    | 60 (45)                     | Kintetsu Liners                           | 2007                 |
| Michael Leitch     | troisième ligne | 7 octobre 1988   | 45 (60)                     | Chiefs / Toshiba Brave Lupus              | 2008                 |
| Michael Broadhurst | troisième ligne | 30 octobre 1986  | 34 (35)                     | Ricoh Black Rams                          | 2012                 |
| Hendrik Tui        | troisième ligne | 23 décembre 1987 | 35 (80)                     | Queensland Reds / Suntory Sungoliath      | 2012                 |
| Justin Ives        | troisième ligne | 24 mai 1984      | 30 (25)                     | Canon Eagles                              | 2011                 |
| Amanaki Mafi       | troisième ligne | 11 janvier 1990  | 5 (10)                      | NTT Shining Arcs                          | 2014                 |
| Koliniasi Holani   | troisième ligne | 25 octobre 1981  | 41 (110)                    | Panasonic Wild Knights                    | 2008                 |

#### Les Arrières
| Nom                | Poste            | Naissance        | Sélections (points marqués) | Club                                   | Année 1ère Sélection |
| Fumiaki Tanaka     | Demi de mêlée    | 3 janvier 1985   | 51 (40)                     | Highlanders / Panasonic Wild Knights   | 2008                 |
| Atsushi Hiwasa     | Demi de mêlée    | 22 mai 1987      | 49 (5)                      | Suntory Sungoliath                     | 2011                 |
| Kosei Ono          | Ouvreur          | 17 avril 1987    | 30 (38)                     | Suntory Sungoliath                     | 2007                 |
| Yu Tamura          | Ouvreur          | 9 janvier 1989   | 34 (33)                     | NEC Green Rockets                      | 2012                 |
| Harumichi Tatekawa | Centre           | 7 septembre 1987 | 40 (59)                     | Kubota Spears                          | 2012                 |
| Craig Wing         | Centre           | 26 décembre 1979 | 10 (5)                      | Kobelco Steelers                       | 2013                 |
| Male Sa'u          | Centre           | 13 octobre 1987  | 25 (40)                     | Melbourne Rebels / Yamaha Júbilo       | 2013                 |
| Akihito Yamada     | Ailier           | 26 juillet 1986  | 14 (60)                     | Western Force / Panasonic Wild Knights | 2013                 |
| Toshiaki Hirose    | Ailier           | 17 octobre 1981  | 28 (55)                     | Toshiba Brave Lupus                    | 2007                 |
| Karne Hesketh      | Ailier           | 1er août 1985    | 11 (35)                     | Munakata Sanix Blues                   | 2014                 |
| Kotaro Matsushima  | Ailier           | 26 février 1993  | 14 (25)                     | Waratahs / Suntory Sungoliath          | 2014                 |
| Kenki Fukuoka      | Ailier           | 7 septembre 1992 | 16 (55)                     | Tsukuba                                | 2013                 |
| Yoshikazu Fujita   | Ailier / Arrière | 8 août 1993      | 27 (125)                    | Waseda                                 | 2012                 |
| Ayumu Goromaru     | Arrière          | 1er mars 1986    | 54 (679)                    | Yamaha Júbilo                          | 2005                 |